# Graues Langohr
Das Graue Langohr (Plecotus austriacus) ist eine Art der Langohrfledermäuse (Gattung Plecotus).

## Merkmale
Das Graue Langohr erreicht eine durchschnittliche Kopf-Rumpf-Länge von 41 bis 58 Millimetern, Maximallängen bis 60 Millimeter können auftreten. Der Schwanz ist 37 bis 55, maximal 57 Millimeter lang, und die Flügelspannweite beträgt 255 bis 292 Millimeter. Wie andere Langohrfledermäuse fallen die besonders ausgeprägten Ohren auf, die Längen von 31 bis 41 Millimeter erreichen und etwa 22 bis 24 Querfalten aufweisen. Das Körpergewicht liegt bei 5 bis 13 Gramm.
Im Aussehen und der Größe gleicht das Graue Langohr dem Braunen Langohr (Plecotus auritus), die Farbe des relativ langen Felles ist an der Haarbasis allerdings schiefergrau, wodurch die Oberseite eher grau ist und nur selten eine leichte bräunliche Färbung aufweist. Die Körperunterseite ist ebenfalls grau gefärbt. Auffallend ist die graue Maske um die relativ großen Augen, zudem ist die Schnauze des Tieres etwas länger und spitzer. Weitere Unterschiede finden sich in weniger auffallenden Merkmalen wie der kürzeren Zehenbehaarung, dem verdickten Penisende und der Penislänge.
Wie beim Braunen Langohr sind die Flügel relativ breit und die Armflughaut setzt an der Zehenwurzel an. Der Fußsporn (Calcar) ist so lang, dass er fast die Hälfte der Länge der Schwanzflughaut beträgt, ein Epiblema fehlt.

## Verbreitung und Lebensraum
Das Graue Langohr ist in beinahe ganz Europa mit Ausnahme des Nordens verbreitet. Die nördliche Verbreitungsgrenze zieht sich dabei etwa entlang des 53. Breitengrads von Nordfrankreich durch die Niederlande und Norddeutschland sowie Nordpolen und die Ukraine, Nord- und Ostsee werden dabei nicht erreicht. Außerdem ist die Art im äußersten Süden Großbritanniens nachgewiesen. Im Süden reicht das Verbreitungsgebiet bis an die europäische und die nordafrikanische Mittelmeerküste sowie in die Türkei, zudem ist ein Großteil der im Mittelmeer liegenden Inseln von der Art besiedelt. Die Verbreitungsgebiete von Grauen und Braunen Langohren überschneiden sich in weiten Teilen, wobei das des Grauen Langohres nicht so weit nach Norden reicht und davor bis zum Mittelmeer im Süden geht. Auch mit Plecotus macrobullaris und deren beiden Unterarten, dem Alpen-Langohr und dem Kaukasischen Langohr gibt es Überschneidungen, wobei Letztere eher in den Höhenlagen der Gebirge leben.
Das Graue Langohr ist eine wärmeliebende Art, die sich bevorzugt in Kulturlandschaften aufhält. In Mitteleuropa lebt sie vor allem in Bereichen menschlicher Behausungen und in wärmeren Tallagen, während sie größere Waldbereiche weitgehend meidet. Die maximalen Höhenlagen, in denen diese Art angetroffen wurden, lagen in 1380 Metern NN.

## Lebensweise

### Aktivität und Quartiere
Die Langohren sind ortstreu und legen entsprechend keine größeren Wanderungen zurück. Die Abstände zwischen den Winter- und Sommerquartieren betragen in der Regel etwa 20 Kilometer, die maximal ermittelten Wanderentfernungen liegen bei etwa 62 Kilometern.
Die Fledermäuse halten sich während des Sommers in ihren Sommerquartieren oder Wochenstuben auf, die sich in der Regel in Gebäuden befinden. Man findet sie vor allem in Dächern, wo sie teilweise frei im Dachfirst oder Spalten oder Balkenzwischenräumen leben. Die Quartiere werden teilweise auch von anderen Arten bewohnt, etwa vom Großen Mausohr (Myotis myotis) oder der Kleinen Hufeisennase (Rhinolophus hipposideros). Einzelne Tiere werden zudem in Höhlen und selten in Fledermauskästen angetroffen. Die Sommerquartiere dienen als Ausgangspunkt für die Jagd und als Ruheplatz für den Tag.
Die Winterquartiere finden sich meistens in Höhlen oder Kellern und Stollen mit gleichmäßigen Temperaturen von 2 bis 9 °C, selten bis 12 °C. Hier hängen die Tiere häufiger als die in den gleichen Quartieren überwinternden Braunen Langohren frei an der Wand, wobei sie meistens einzeln und nur selten in kleinen Gruppen von zwei bis fünf Tieren auftreten. Ihren Winterschlaf halten die Grauen Langohren von September / Oktober bis März / April.

### Ernährung
Das Graue Langohr jagt während der Nacht. Der Ausflug aus dem Sommerquartier findet dabei mit dem Einbruch der Dunkelheit statt. Die Beute wird vor allem im freien Luftraum erbeutet, wobei die Langohren als geschickte Flieger mit flatterhaftem Flug gelten. Dabei betragen die Fluggeschwindigkeiten 10 bis 30 km/h und die Flughöhen zwischen 0,5 und 10 Meter. Zudem sammeln sie auch Beutetiere von Blättern, die sie mit dem Ultraschallsystem erkennen können.
Als Nahrung dienen vor allem Schmetterlinge, vor allem Noctuidae, die zwischen 70 und 90 Prozent der Nahrung ausmachen. Außerdem jagen sie Zweiflügler, Käfer und andere Insekten.

### Fortpflanzung und Entwicklung
Die Paarungszeit des Grauen Langohrs liegt im September und damit kurz vor dem Beginn des Winterschlafes. Die Paarungen finden entsprechend in den Winterquartieren statt. Im Sommer finden sich die Weibchen in relativ kleinen Gruppen von 10 bis 30, in Ausnahmefällen bis 100, Tieren in den Wochenstuben in Hausdächern zusammen. Wochenstuben in Bäumen oder Fledermauskästen sind bislang nicht entdeckt worden. Die Jungtiere kommen Mitte bis Ende Juni zur Welt.
Die Weibchen erreichen ihre Geschlechtsreife im zweiten Lebensjahr, die Männchen wahrscheinlich bereits früher. Das Maximalalter der Tiere liegt bei etwa 25,5 Jahren.

## Gefährdung
Die Bestände des Grauen Langohrs werden in der Roten Liste das Bundesamtes für Naturschutz von 2020 als „vom Aussterben bedroht“ bezeichnet, mit starker Abnahme. Als Gründe gelten hier vor allem die Verbauung und Zerstörung der Quartiere sowie die Verwendung von giftigen Pestiziden und Holzschutzmitteln.

## Philatelistisches
Mit dem Erstausgabetag 1. August 2019 gab die Deutsche Post AG in der Serie Für die Jugend ein Postwertzeichen im Nennwert von 95 + 40 Eurocent mit dem Abbild des Grauen Langohrs heraus. Der Entwurf stammt vom Grafiker Thomas Serres aus Hattingen.

## Belege

### Zitierte Belege
1. ↑   https://www.bfn.de/fileadmin/BfN/roteliste/Dokumente/NaBiV_170_2_1_RL_Saeugetiere_2020_20210421-0804.pdf